# Margherita Seglin
Margherita Seglin (Milano, 10 dicembre 1889 – Venezia, 2 maggio 1975) è stata un'attrice italiana di teatro, cinema e televisione.

## Biografia
Attrice di origine veneta, calca fin da giovanissima le scene divenendo ben presto una delle più apprezzate attrici del teatro goldoniano. Nel 1923 sposa l'attore Carlo Micheluzzi al cui fianco reciterà per tutto il resto della carriera. Lavorerà, sempre con il marito, a fianco di grandissimi attori del teatro veneto come Cesco Baseggio, Elsa Vazzoler, Gianni e Gino Cavalieri.
Attiva anche in televisione, fu invece scarsamente utilizzata dal cinema - dove esordì nel 1941 in Voglio vivere così di Mario Mattoli -  anche se va ricordata per l'interpretazione di Luisa - moglie di Luca (Aldo Silvani) e madre di Pasquale (Guido Celano) e Maria (Adriana Benetti) - nel celebrato Quattro passi fra le nuvole di Alessandro Blasetti del 1942. Questo fu l'unico lungometraggio dalla Seglin senza avere al fianco il marito.
Era la madre dell'attore Tonino Micheluzzi.

## Filmografia parziale
- Voglio vivere così, regia di Mario Mattoli (1941)
- La donna è mobile, regia di Mario Mattoli (1942)
- 4 passi fra le nuvole, regia di Alessandro Blasetti (1942)
- Trent'anni di servizio, regia di Mario Baffico (1945)

## Prosa televisiva
- I rusteghi di Carlo Goldoni, regia di Cesco Baseggio e Lydia C. Ripandelli. Interpreti: Canciano: Gino Cavalieri; Conte Riccardo: Luciano Paladini; Felice: Elsa Vazzoler; Filippetto: Claudio Giuntoli; Lucieta: Luisa Baseggio; Lunardo: Cesco Baseggio; Margarita: Milena Ariani; Marina: Margherita Seglin; Maurizio: Emilio Rossetto; Simone: Carlo Micheluzzi; in onda sul Programma Nazionale il 1º gennaio 1958
- Il geloso avaro, regia di Cesco Baseggio e Lino Procacci. Interpreti: Argentina: Elsa Vazzoler; Balanzoni: Carlo Micheluzzi; Brighella: Emilio Rossetto; Don Gesmondo: Luciano Zuccolini; Don Luigi: Franco Micheluzzi; Don Onofrio: Gino Cavalieri; Donna Aspasia: Margherita Seglin; Donna Lisa: Luisa Baseggio; Felicina: Milena Ariani; Giannino: Willy Moser; Giulia: Maria Diodà; Grillo: Claudio Giuntoli; Pantalone: Cesco Baseggio; Pasquina: Lella Poli; Sandra: Carmela Rossato; Traccagnino: Giorgio Gusso; in onda sul Programma Nazionale il 17 febbraio 1958
- Il tramonto, regia di Carlo Lodovici e Alberto Gagliardelli. Interpreti: Buran: Giorgio Gusso; Callisto: Gino Cavalieri; Carletto: Walter Ravasini; Conte Cesare: Cesco Baseggio; Contessa Pivioto: Carmela Rossato; Don Savino: Carlo Micheluzzi; Eva: Elsa Vazzoler; Il dottore: Franco Micheluzzi; La Baronessa: Margherita Seglin; Marasca: Giancarlo Maestri; Marianna: Rina Franchetti; Ottavio: Gino Lazzari; Paolo: Emilio Rossetto; in onda sul Programma Nazionale il 27 ottobre 1958

## Prosa teatrale
- Il campiello di Carlo Goldoni, regia di Renato Simoni con Laura Adani, Margherita Seglin, Wanda Capodaglio, Gino Cervi, Cesco Baseggio, Carlo Micheluzzi. Venezia campiello del Piovan alla Bragora (1939)
- La putta onorata, di Carlo Goldoni, regia di Giorgio Strehler, scene di Gianni Ratto, costumi di Ebe Colciaghi, musiche di Ermanno Wolf Ferrari. Con Wanda Baldanello, Cesco Baseggio, Lilla Brignone, Marina Dolfin, Tonino Micheluzzi, Carlo Micheluzzi, Gianni Santuccio, Margherita Seglin. Campo S. Trovaso, XI Festival Internazionale del Teatro, Venezia, 20 luglio 1950.
- Chi la fa l'aspetti di Carlo Goldoni, regia di Carlo Lodovici, scene di Mario Ronchese costumi di Mischa Scandella, musiche di Sante Zanon. Con Cesco Baseggio, Elsa Vazzoler, Gino Cavalieri, Margherita Seglin, Carlo Micheluzzi, Luisa Baseggio, Rina Franchetti, Giorgio Gusso, Aldo Capodaglio, Leila Poli, Giancarlo Maestri, Willy Moser (1959)